# الجبهة الوطنية الرواندية
الجبهة الوطنية الرواندية (بالفرنسية: Front patriotique rwandais)‏ واختصاراً (FPR) هو الحزب الحاكم في رواندا، بقيادة الرئيس بول كاغامه. حكم الحزب البلاد منذ أن انهى الجناح المسلح للحزب الإبادة الجماعية الرواندية عام 1994.

## وصلات خارجية
- الموقع الرسمي